# Шевченко, Вячеслав Тарасович
Вячесла́в Тара́сович Шевче́нко (укр. Вячеслав Тарасович Шевченко; род. 30 мая 1985, Скадовск, Херсонская область) — украинский футболист, нападающий

## Карьера
Родился 30 мая 1985 года в городе Скадовск. Первичную футбольную подготовку прошёл в любительском СК «Ингвар» (Скадовск) под руководством тренера Игоря Чернышева.
Начал карьеру футболиста в «Борисфене», но так и не смог закрепиться в основном составе. В 2003 году провёл 1 матч в чемпионате России за «Торпедо-Металлург», куда его привлек знаменитый Валентин Иванов. В 2006 году перешёл в «Сталь» из Днепродзержинска, но и там не смог закрепиться в основном составе. В 2007 году перешёл в «Ильичёвец», в составе которого 25 мая 2007 года дебютировал в Высшей лиге, выйдя на замену на 70-й минуте в игре против донецкого «Металлурга». Тот матч так и остался единственным в составе «Ильичёвца» и 18 марта 2008 года дебютировал в составе «Феникс-Ильичёвеца» и забил в том матче гол своей бывшей команде. Следующий сезон Вячеслав Шевченко начал в алчевской «Стали», в составе которой он дебютировал 20 июля 2008 года.
В январе 2011 года прибыл на просмотр в луганскую «Зарю», но в итоге за 120 тысяч долларов перешёл в «Александрию». В составе команды дебютировал 20 марта 2011 года в матче против харьковского «Гелиоса», в котором он забил гол. 16 июля 2011 года выйдя на замену на 57 минуте сыграл первый матч за «Александрию» в Премьер-лиге Украины. 2 мая 2012 года забил первый гол за «Александрию» в Высшей лиге, однако команда там не удержалась и вернулась в Первую лигу. 21 июля 2012 года сделал хет-трик в ворота «Нефтяник-Укрнефти» из Ахтырки.
В 2013 году проходил просмотр в ужгородской «Говерле» и в азербайджанских клубах, но в итоге вернулся в «Александрию», в которой сыграл 5 матчей и забил 2 мяча. После окончания первого круга перешёл в чемпионат Узбекистана. В январе 2014 года подписал контракт с «Локомотивом» из Ташкента. В феврале 2014 года дебютировал в составе ташкентского «Локомотива» в Азиатской Лиге чемпионов.
В июле 2014 года, по обоюдному согласию с руководством клуба покинул стан «железнодорожников», а в сентябре текущего года подписал контракт на один год с правом пролонгации ещё на один сезон, с одним из лидеров мальтийского футбола «Биркиркарой», но сыграв только 4 матча ушёл из клуба.
В 2015 году вернулся в чемпионат Узбекистана, подписав контракт с клубом «Кызылкум», в котором отыграл 2 сезона. После перешел в клуб «Огре» из первой лиги чемпионата Латвии.

## Достижения
- Победитель Первой лиги Украины: 2010/11
- Бронзовый призёр чемпионата Мальты: 2014/15
- Бронзовый призёр Первой лиги Украины (2): 2009/10, 2012/13
- Финалист Суперкубка Узбекистана 2014 года.